# Estação Estádio do Mar
A Estação Estádio do Mar é parte do Metro do Porto, localizada na Senhora da Hora.

## Localização
A Estação do Estádio do Mar é uma estação situada na Senhora da Hora, da empresa Metro do Porto, anteriormente denominada Estação da Barranha. Fica em plena Avenida Calouste Gulbenkian.

## Proveniência do nome
O nome Estádio do Mar provém do estádio do Leixões.